# D'ERLANGER〜誘惑の淫魔病棟〜
『D'ERLANGER〜誘惑の淫魔病棟〜』（デランジェ ゆうわくのいんまびょうとう）とは、2005年1月21日にDISTORTIONが発表したアダルトゲーム。外伝に『Mirage〜淫艶の触手病棟〜Another Story of D'ERLANGER』（2006年5月26日発売、DVD-PG版は2006年12月28日発売）がある。また、2007年4月27日にはこの外伝を原作とするアダルトアニメ『Mirage〜淫宴の触手病棟〜』が発売された。

## 解説
有限会社アルケミーのブランド・DISTORTIONのデビュー作で、異世界ミラージュと化した病棟を舞台としたホラーゲームである。グラフィックは3DCGで描かれているが、この系統のゲームに見られたループムービーではなく、Mpeg1ムービーが採用された。

## あらすじ
D'ERLANGER〜誘惑の淫魔病棟〜
カメラマンとして生計を立てていた伊賀暁は交通事故により聖朋病院に入院するが、ある日、担当医である魚住朝子から誘惑されるままに肉体関係を持ってしまう。だが、それは悪夢の異世界ミラージュに入るきっかけとなってしまう。
Mirage〜淫艶の触手病棟〜Another Story of D'ERLANGER
聖朋病院の入院患者である檜山由は、容体が安定してきた矢先、夜の病棟が変異した世界ミラージュに迷い込んでしまった。ミラージュにはすでに男たちが迷い込んでおり、彼らはミラージュに巣食う化け物を退治しながら助け合って生きていたが、非力な由を化け物から守る代わりに性欲のはけ口にもしていた。そこへ、ミラージュを作り出した張本人である外科医・魚住朝子が看護師・菊川を送り込み、色仕掛けで男たちの絆を壊していく。

## 登場人物
伊賀 暁（いが さとる）
本作の主人公であるカメラマン。交通事故による頭部強打と左足の骨折のため、松葉づえがないと歩けない。
魚住朝子（うおずみ あさこ）
声 - このかなみ
聖朋病院に勤務する外科医で、伊賀の治療にあたっている。
一見すると真面目な女医だが、毎晩サバトと称する淫靡な儀式を行っては、聖朋病院を異世界ミラージュに作り変え、人間の精を吸い取っている。
黛 紗英（まゆずみ さえ）
声 - 茶谷やすら
聖朋病院に勤務する精神科医で、由にカウンセリングを行っている。無口で謎めいた人物。
『Mirage〜淫宴の触手病棟〜 Another Story Of D’ERLANGER』では由との出会いが描かれている。
檜山 由（ひやま ゆい）
声 - 韮井叶
聖朋病院に入院している少女。2年前に双子の姉を失って以来体調を崩し、入退院を繰り返す。
伊賀よりも前にミラージュに来ているため、ミラージュのことは詳しい。
『Mirage〜淫宴の触手病棟〜 Another Story Of D’ERLANGER』ではミラージュに迷い込んだ時の様子が描かれている。
桑島 まなみ（くわしま まなみ）
声 - 芹園みや
聖朋病院に勤務する看護師。優しく慈悲深い性格をもち、病棟内で慕われているが、本番に弱い一面がある。
弟に似た伊賀に気があるが、なかなか思いを伝えられず、世話を焼くだけに収まっている。
菊川
『Mirage〜淫宴の触手病棟〜 Another Story Of D’ERLANGER』に登場。聖朋病院に勤務する看護師で、魚住の指示でミラージュに囚われた男たちを殺し合うよう仕向けた。

## ミラージュ
朝子がサバトによって病院内に展開した異世界で、無数の化け物たちが蠢いている。朝を迎えると普通の世界に戻るが、ミラージュにいた時の記憶は消去される。ミラージュに迷い込んだ人間は特殊能力を展開できるが、多用しすぎると精神に異常をきたす。

## スタッフ
D'ERLANGER〜誘惑の淫魔病棟〜
- キャラデザイン - ぽいんたぁ
- シナリオ - 只野鼎

Mirage〜淫宴の触手病棟〜 Another Story Of D’ERLANGER
- キャラデザイン - ぽいんたぁ
- シナリオ - 只野鼎
- 音楽 - 度会達也